# Gõ kiến Guadeloupe
Melanerpes herminieri là một loài chim trong họ Picidae.